# 6. San-marinesisches Kabinett
Das 6. san-marinesische Kabinett wurde vom Comitato della Libertà (CdL), einem Listenbündnis von Partito Socialista Sammarinese (PSS) und Partito Comunista Sammarinese (PCS) gestellt. Es amtierte vom 24. März 1945 bis zum 17. März 1949.
Der CdL, der seit 1944 die Regierung stellte, gewann bei den Parlamentswahlen am 11. März 1945 40 von 60 Sitzen im Consiglio Grande e Generale, dem Parlament von San Marino. Bei der Parlamentswahl 1949 erreichte der CdL erneut eine erneute Mehrheit und stellte bis zur Regierungskrise im Sommer 1951 weiterhin die Regierung.

## Liste der Minister
Die san-marinesische Verfassung kennt keinen Regierungschef, im diplomatischen Protokoll nimmt der Außenminister die Rolle des Regierungschefs ein.
Bis 1955 gab es feste Ressortzuweisungen nur in Ausnahmefällen. Nur die Ämter des Segretario per gli Affari Esteri (Außenminister) und Segretario per gli Affari Interni (Innenminister) gibt es bereits seit dem 19. Jahrhundert. Diese gehörten aber bis in die 50er Jahre nicht dem Congresso di Stato (Kabinett) an.
| Ressort         | Minister              | Partei                          | Amtszeit                        |
| --------------- | --------------------- | ------------------------------- | ------------------------------- |
| Auswärtiges     | Gino Giacomini        | CdL                             | 24. März 1945 – 17. März 1949   |
| Inneres         | Giuseppe Forcellini   | CdL                             | 24. März 1945 – 17. März 1949   |
|                 | Alvaro Casali         | CdL                             | 24. März 1945 – 17. März 1949   |
|                 | Lino Celli            | CdL                             | 24. März 1945 – 17. März 1949   |
|                 | Alfredo Casali        | CdL                             | 24. März 1945 – 17. März 1949   |
|                 | Marino Della Balda    | CdL                             | 24. März 1945 – 17. März 1949   |
|                 | Ermenegildo Gasperoni | CdL                             | 24. März 1945 – 17. März 1949   |
|                 | Ferruccio Martelli    | CdL                             | 24. März 1945 – 17. März 1949   |
|                 | Arnaldo Para          | CdL                             | 24. März 1945 – 17. März 1949   |
|                 | Vincenzo Pedini       | CdL                             | 24. März 1945 – 17. März 1949   |
|                 | Alberto Reffi         | CdL                             | 24. März 1945 – 17. März 1949   |
|                 | Vittorio Valentini    | CdL                             | 24. März 1945 – 30. Januar 1947 |
| Luigi Zafferani | CdL                   | 30. Januar 1947 – 17. März 1949 |                                 |

### Bemerkungen
1. ↑  Segretario di Stato per gli Affari Esteri e Politici (nicht Mitglied des Congresso di Stato)
2. ↑  Segretario di Stato per gli Affari Interni e Finanze (nicht Mitglied des Congresso di Stato)

### Veränderungen
Vittorio Valentini trat am 30. Januar 1947 zurück, sein Nachfolger wurde Luigi Zafferani.